# یلنا اوچنینکووا
یلنا اوچنینکووا (روسی: Елена Валерьевна Овчинникова؛ زادهٔ ۱۷ ژوئیهٔ ۱۹۸۲) شناگر شنای موزون اهل اتحاد جماهیر شوروی سوسیالیستی است.
وی همچنین برندهٔ جوایزی همچون نشان دوستی شده‌است.